# Зона пада
Зона пада (енгл. Drop Zone), или алтернативно Зона доскока, акциони филм је из 1994. године.
Главне улоге играју Весли Снајпс, Гари Бјуси, Јенси Батлер и Мајкл Џетер.

## Радња
Полицајац Пит (Весли Снајпс) и његов брат су у бекству пратили опасног компјутерског криминалца, који је морао да буде одведен у други град ради сведочења. Међутим, нападнути су у авиону, Питов брат је преминуо, а хакера је ухватила група криминалаца који су, повевши га са собом, напустили авион падобраном. Иако је Пит суспендован са посла, започео је сопствену истрагу, која га је довела до организоване групе која планира да падобраном скочи у добро чувану зграду како би украла електронски ускладиштене поверљиве информације. Група криминалаца припрема акцију за продор у електронске базе података одељења за контролу дроге. Пит, упознаје падобранце и, уз помоћ нових пријатеља, суочава се са криминалцима.

## Улоге
| Глумац              | Улога              |
| ------------------- | ------------------ |
| Весли Снајпс        | Пит Несип          |
| Гари Бјуси          | Тај Монкриф        |
| Јенси Батлер        | Џеси Кросман       |
| Мајкл Џетер         | Ерл Лиди           |
| Кајл Сикор          | Свуп               |
| Корин Немек         | Селкирк Сели Пауер |
| Малком-Џамал Ворнер | Тери Несип         |
| Грејс Забриски      | Вајнона Санторо    |
| Рекс Лин            | Роби Вокер         |
| Сем Хенингс         | Торски             |
| Клер Стенсфилд      | Кара               |
| Мики Џоунс          | Дјус               |
| Роберт Ласардо      | заступник Дог      |
| Енди Романо         | Том МекКрекен      |
| Лука Берковичи      | Дон Џегер          |